# Holcim
Holcim este o companie elvețiană producătoare de materiale de construcții (ciment, agregate, beton și asfalt) fondată în anul 1912. Compania activează în 70 de țări din întreaga lume și a produs 149 milioane tone de ciment în anul 2007.
În aprilie 2014, Holcim a anunțat că va fuziona cu un alt gigant mondial în producția de ciment – Lafarge.

## Holcim în România
Holcim România SA este subsidiara locală a Grupului Holcim, unul dintre cei mai importanți producători de ciment, betoane și agregate.
Compania deține și operează două fabrici de ciment la Câmpulung și Aleșd, o stație de măcinare și un terminal de ciment la Turda, o rețea de 13 stații de betoane ecologice, 3 stații de agregate, 2 stații de lianți speciali și un terminal de ciment la București.
Compania avea o producție de 4,1 milioane tone de ciment în anul 2007. În România deține și Ecovalor, companie specializată în prelucrarea deșeurilor.
Grupul elvețian Holcim a intrat pe piața locală în 1997, când a achiziționat pachetul majoritar al fabricii Cimentul Turda.
Ulterior, a cumpărat și cele două fabrici de ciment Cimus Câmpulung (1999) și Alcim Aleșd (2000), precum și cele două stații de betoane și aggregate Premeco Pitești și Cimus Carpați Betoane București.
Holcim România a avansat în fiecare an standardele industriei de construcții din România prin investiții care au determinat regândirea raportării la normele, principiile și a ceea ce poate fi realizat în domeniul construcțiilor. Investițiile realizate în trei direcții strategice ghidate de viziunea dezvoltării durabile – performanța economică, protecția mediului înconjurător și responsabilitatea socială – au făcut posibilă extinderea afacerii, modernizarea tehnologiei de producție, grijă pentru securitate și sănătate în muncă, dar și susținerea multiplelor proiecte de responsabilitate socială la nivel național și local.
Principalii concurenți pe piața din România sunt HeidelbergCement și Lafarge, alături de care domină piața românească.
În anul 2006, Consiliul Concurenței a amendat cu 28,5 milioane Euro trei producători din industria cimentului, CarpatCement, Holcim și Lafarge, pentru formarea unui cartel. CarpatCement a plătit după ce a contestat decizia în justiție, pe când ceilalți doi au achitat amenda.
Număr de angajați în 2010: 1226
Rezultate financiare: (milioane Euro)

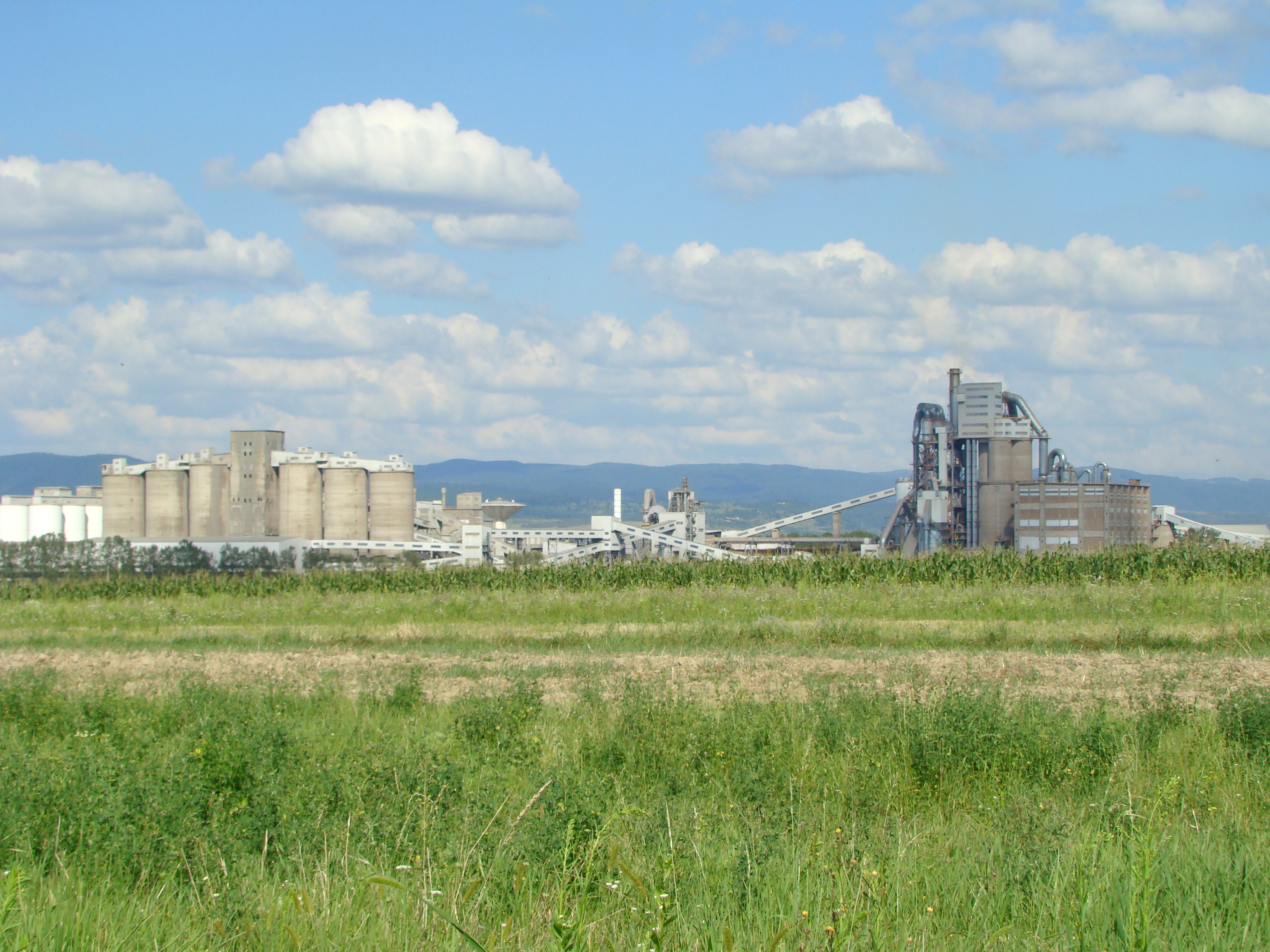
Combinatul Holcim Aleșd, județul Bihor.

| An               | 2010 | 2009 | 2008 | 2007 | 2006 |
| ---------------- | ---- | ---- | ---- | ---- | ---- |
| Cifra de afaceri | 200  | 250  | 372  | 297  | 220  |

### Investiții
Valoarea totală a investițiilor Holcim pe piața locală din 1997 și până în prezent se ridică la circa 700 de milioane de euro, sumă care cuprinde și achizițiile derulate pentru a extinde prezența în România.
Cel mai important proces de modernizare, în valoare de 265 milioane euro, a avut loc la fabrica de la Câmpulung, unde a fost modernizată linia de producție. Însă acesteia i se mai adaugă numeroase alte investiții, precum analizele de laborator, co-procesarea deșeurilor industriale în ambele fabrici și reducerea emisiilor de CO2 pe tonă de produs.
Investițiile companiei au totalizat 133 milioane de euro în anul 2008, față de 126 milioane de euro în 2007.
Din 1997 și până la sfârșitul anului 2005, compania a investit aproximativ 513 milioane euro în achiziții, modernizări, măsuri pentru protecția mediului, dezvoltarea afacerii, sănătate și securitate în muncă, proiecte sociale și de resurse umane.